# Hideo Sakai
Hideo Sakai (jap. 堺井 秀雄, Sakai Hideo; * 10. Juni 1909; † 3. Juni 1996 in Nishinomiya) war ein japanischer Fußballspieler.

## Nationalmannschaft
1934 debütierte Sakai für die japanische Fußballnationalmannschaft. Sakai bestritt drei Länderspiele. Mit der japanischen Nationalmannschaft qualifizierte er sich für die Far Eastern Championship Games 1934.